# شاه‌تره‌واران
شاه‌تره‌واران (نام علمی: Fumarioideae) نام یک زیرخانواده از تیره شقایقیان است.